# Google Currents
Google Currents, anteriormente conocido como Google+ para G-Suite (actualmente Google Workspace), es un software desarrollado por Google para la comunicación empresarial interna.  Es uno de los muchos productos que constituyen la línea de productos de Google Workspace.
Google Currents es totalmente diferente a la extinta aplicación de Google del mismo nombre, la cual proporcionaba a los usuarios acceso a una biblioteca electrónica de revistas, noticias y artículos de opinión durante el 2011 a 2013 (reemplazado por Google Noticias). Fue reemplazada por la función de Espacios de Google Chat en marzo de 2023. Google anunció su cierre para empresas y educación el 5 de julio de 2023.

## Historia y desarrollo
Originalmente llamado Google+ para G Suite, Google Currents es el único remanente de la extinta red social de Google, Google+, la cual la compañía cerró por completo para uso personal y de marca el 2 de abril de 2019.
A partir de junio de 2020, Google anunció que Google Currents se encontraba en versión beta pública para los clientes de Google Workspace (cuentas empresariales y educativas). Se puede solicitar una prueba gratuita.
El 10 de febrero de 2022, Google anunció sus planes de cerrar Google Currents y hacer la transición de sus usuarios a la función de Espacios parte de Google Chat a partir de 2023.